# Utauyo!!MIRACLE
《Utauyo!!MIRACLE》是「放學後TEA TIME」所演唱的單曲。於2010年8月4日由波麗佳音發行。

## 概要
是TBS系列播放的電視動畫《K-ON!!》的後期主題曲。和《NO,Thank You!》同日發行。
「放學後TEA TIME」是《K-ON!!》中登場的平澤唯、秋山澪、田井中律、琴吹紬、中野梓5人樂隊。歌由聲優豐崎愛生、日笠陽子、佐藤聰美、寿美菜子、竹達彩奈主唱。《Utauyo!!MIRACLE》是豐崎愛生（平澤唯）和其他4人所唱的。
CD分為初回限定盤和通常盤2種。初回限定盤和通常盤的包裝有所不同，初回限定盤（PCCG-70077）帶有可替換的角色封面。

## 收錄曲
1. Utauyo!!MIRACLE
作詞：大森祥子 作曲、編曲：Tom-H@ck
電視動畫《K-ON!!》後期主題曲。
2. Days
作詞：大森祥子 作曲：田村信二 編曲：小森茂生
3. Utauyo!!MIRACLE（instrumental）
4. Days（instrumental）

## 外部連結
- 波麗佳音